# São Miguel de Lobrigos
São Miguel de Lobrigos ist ein Ort und eine ehemalige Gemeinde (Freguesia) im portugiesischen Kreis Santa Marta de Penaguião. Die Gemeinde hatte 1350 Einwohner (Stand 30. Juni 2011).
Am 29. September 2013 wurden die Gemeinden Lobrigos (São Miguel), Lobrigos (São João Baptista) und Sanhoane zur neuen Gemeinde União das Freguesias de Lobrigos (São Miguel e São João Baptista) e Sanhoane zusammengeschlossen. Lobrigos (São Miguel) ist Sitz dieser neu gebildeten Gemeinde.